# Ed egli si nascose
Ed egli si nascose è un'opera teatrale scritta da Ignazio Silone; fu pubblicata in lingua tedesca nel 1944, nel periodo in cui lo scrittore abruzzese si trovava in esilio in Svizzera.
La moglie di Silone, Darina Laracy, tradusse il dramma curandone poco dopo l'edizione inglese; l'edizione in lingua italiana uscì nel 1944 nel Canton Ticino per opera de La Ghilda del Libro, una casa editrice di piccole dimensioni che lo stesso Silone aveva fondato l'anno precedente.
La prima apparizione in Italia è del 1945 a cura dell'Editrice Documento.
Il testo del dramma subì una prima revisione pubblicata nel 1950 sulla rivista Teatro, mentre il testo della stesura definitiva uscirà nel 1965 per le Edizioni Mondiali.
La prima rappresentazione assoluta fu quella del maggio 1945 alla Schauspielhaus di Zurigo e il protagonista fu interpretato dall'attore tedesco Langhoff, mentre Achille Millo interpretò la parte di Pietro Spina nella prima messa in scena italiana, al Teatro Stabile dell'Aquila il 31 ottobre 1965.
Lo stesso Silone qualificò il dramma come tratto dal suo romanzo Vino e pane; una parte della critica ne ha però sottolineato l'affinità con l'altro romanzo dello stesso autore Il seme sotto la neve.
L'edizione critica è stata pubblicata postuma nel 2000.

## Trama
La storia è ambientata in un paesino della Marsica nel 1935 dove giunge Pietro Spina, intellettuale antifascista che vuole organizzare l'opposizione contro il regime.